# Zafar Nama

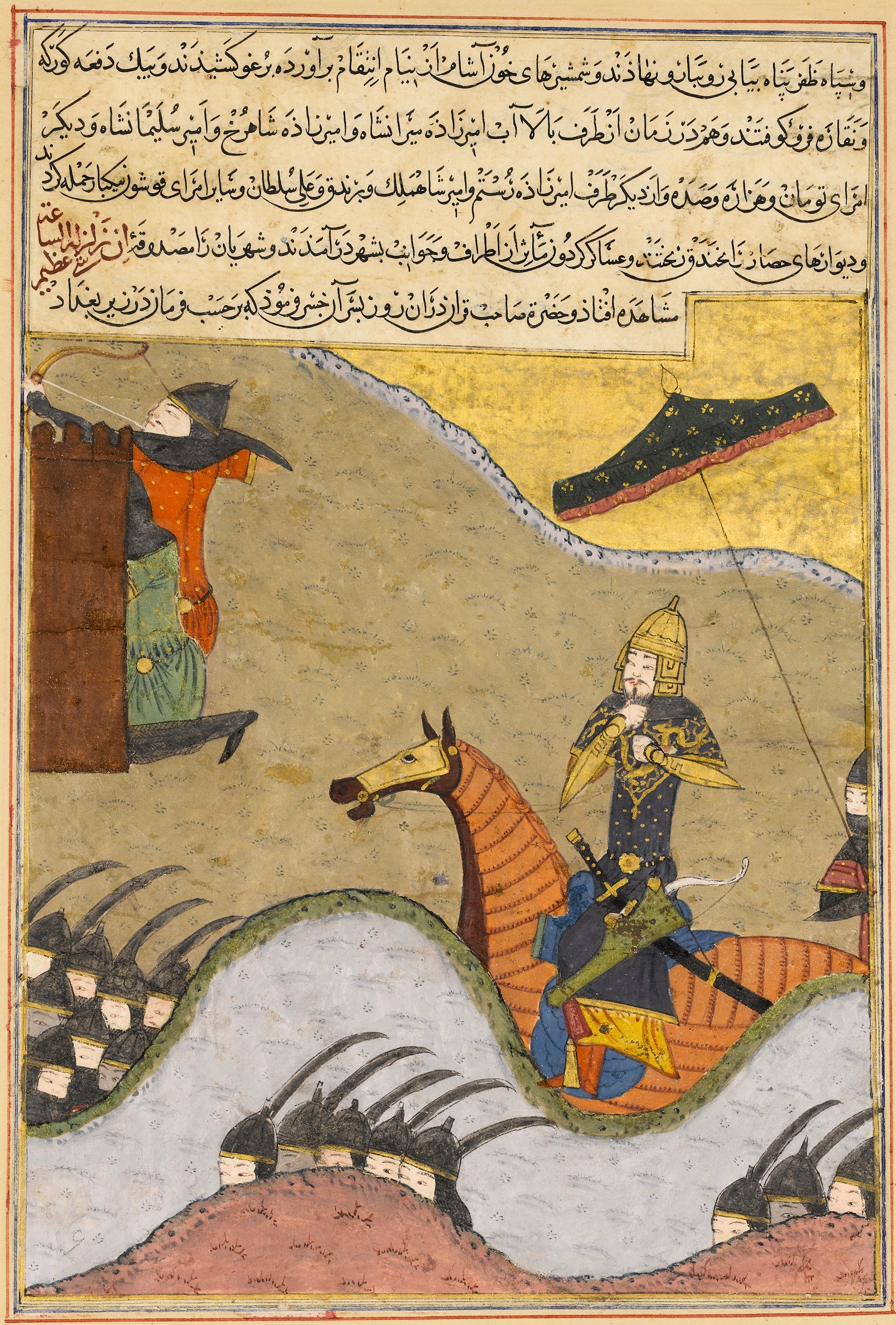
Zafar Nama del Metropolitan Museum (1435-1436) La Conquesta di Tamerlano di Baghdad

Zafar-Nama (in persiano: ظفرنامه), è un'opera storica scritta da Sharaffoddin 'Ali Yazdi.
Il libro tratta la storia della dinastia Timuride e contiene una biografia di Tamerlano: è stato scritto in persiano e fu completato nel 1425.
Il nome dell'opera deriva da una parola composta persiana-araba il cui significato in italiano è "Libro della vittoria".